# Hans-Georg Gadamer
Hans-Georg Gadamer (Marburgo, 11 febbraio 1900 – Heidelberg, 13 marzo 2002) è stato un filosofo tedesco, considerato uno dei maggiori esponenti dell'ermeneutica filosofica grazie alla sua opera più significativa, Verità e metodo (Wahrheit und Methode, 1960). È stato allievo di Paul Natorp e Martin Heidegger.

## Biografia
Gadamer studiò all'Università di Breslavia, passando poi a quella di Marburgo dove, nel 1922, conseguì il dottorato di ricerca presso la cattedra di Paul Natorp con una tesi su Das Wesen der Lust nach den platonischen Dialogen (L'essenza del piacere nei dialoghi di Platone). Nel 1929 ottenne la libera docenza, mentre dieci anni più tardi divenne professore ordinario, e nel biennio 46-47 rettore dell'Università di Lipsia. Insegnò poi all'Università di Francoforte, quindi a Heidelberg, prendendo la cattedra che era stata di Karl Jaspers, incarico che tenne fino al 1970. Durante questo periodo completò la sua opera principale, Verità e metodo (1960). Nel 1973 divenne accademico dei Lincei, nel 1990 venne nominato cittadino onorario di Napoli e nel 2000 gli venne conferita la cittadinanza onoraria di Palermo. Morì il 13 marzo 2002 all'età di 102 anni in una clinica universitaria di Heidelberg.

### Gadamer e l'ermeneutica
(Gadamer, Verità e metodo)

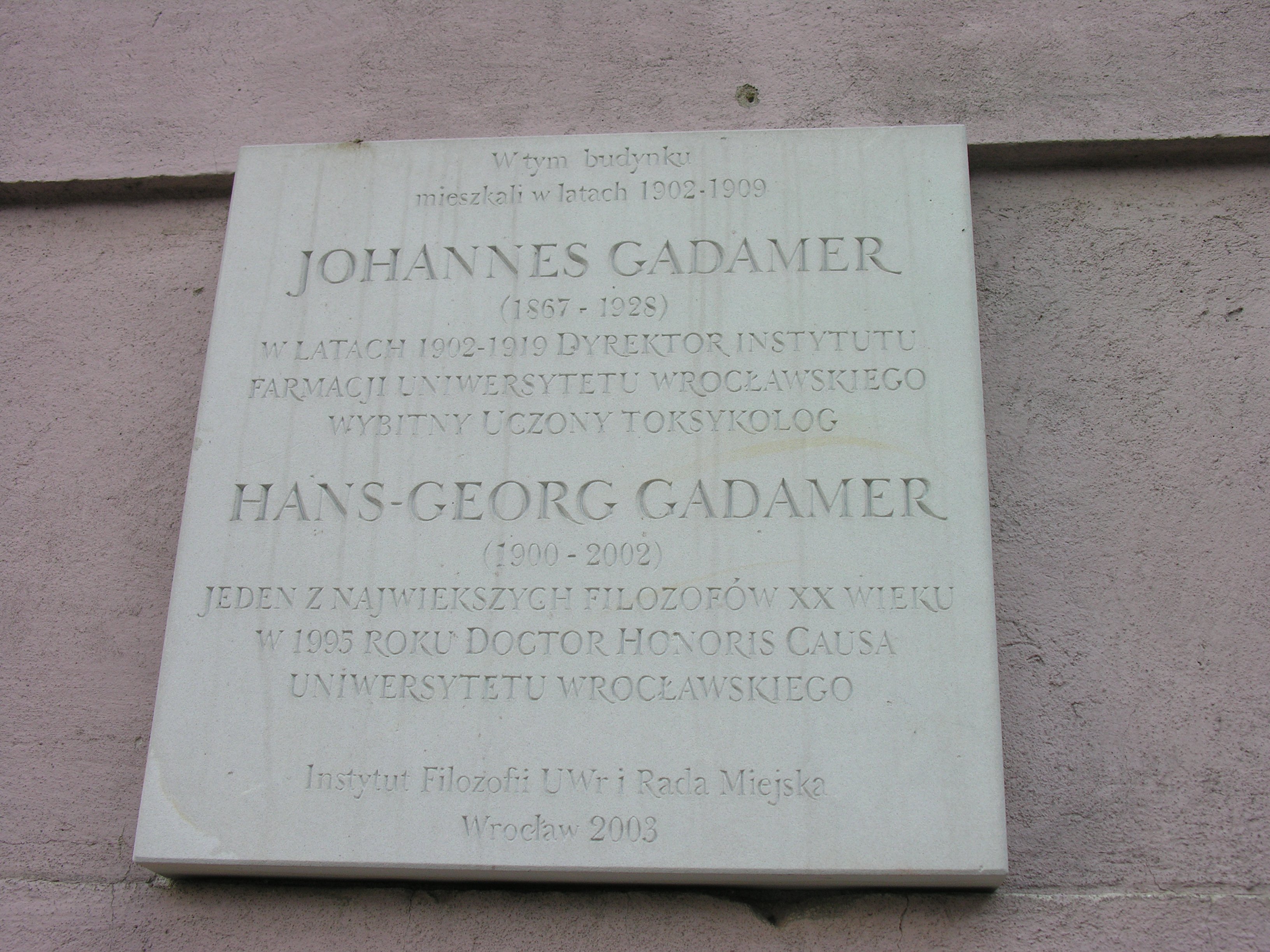
Targa commemorativa in onore di Gadamer a Breslavia

Il nucleo fondamentale della ricerca filosofica di Gadamer si muove sul terreno dell'ermeneutica. La parola "ermeneutica" è di etimologia greca e rinvia alla hermeneutiké téchne [ἑρμηνευτική τέχνη], termine che allude a una costellazione di significati legati all'attività del tradurre, dell'interpretare, e che a sua volta deriva da hermeneúo [ἑρμηνεύω], verbo che riecheggia il greco Hermes, cioè Ermète (Mercurio), il nunzio degli dèi.
In passato l'ermeneutica era una dottrina tecnica che si occupava dell'interpretazione dei testi sacri o delle leggi. Intesa nel senso disciplinare del termine, l'ermeneutica è un prodotto essenzialmente moderno. È in quest'epoca che Friedrich Schleiermacher apre la strada a quella che stava per diventare una disciplina filosofica vera e propria. Il problema posto dall'autore era di vedere quali fossero le condizioni preliminari del comprendere, per mezzo delle quali gli interpreti avrebbero potuto evitare ogni fraintendimento durante la ricostruzione (Hineinversetzung, letteralmente: trasferimento interno) dell'opera.
In questo senso, il compito dell'interprete consisteva non solo nel catturare le intenzioni esplicite dell'autore originario, ma di esplicitare la traccia del "non detto" sotteso a ogni intento consapevole. Ma se per Schleiermacher il circolo ermeneutico era concluso grazie a un trasferimento empatico, per Wilhelm Dilthey, epistemologo delle scienze dello spirito, rimane un compito mai concluso né mai pacificato. Tuttavia, Dilthey riteneva ancora che la comprensione dovesse raggiungere la medesima oggettività propria delle scienze della natura.
In evidente opposizione alla pretesa di monopolio rivendicata dalla metodologia delle scienze empiriche, Martin Heidegger rappresenta un punto di svolta per la storia dell'ermeneutica. Egli prese a occuparsi del problema dell'ermeneutica per sviluppare, con intenti non più epistemologici ma ontologici, la struttura della precomprensione. Secondo Heidegger, infatti, il comprendere rappresenta un modo di essere dell'Esserci (Dasein), la cui esistenza è influenzata da una comprensione preliminare del mondo.
A partire da questo assunto, Gadamer giunge a interrogarsi sulle modalità del comprendere ermeneutico. Per Gadamer, non è possibile tornare indietro rivivendo il passato in modo oggettivo, poiché l'esistenza presente è influenzata da una serie di conoscenze stratificate che anch'egli chiama "pre-comprensioni" (Vorverständnisse) o, più semplicemente, "pregiudizi". Ora, sostiene Gadamer, quando ciascuno emette un giudizio è influenzato dalla propria visione del mondo (Weltansicht), che tuttavia non costituisce un inconveniente, bensì una condizione fondamentale del processo cognitivo.
È per questa ragione che egli può affermare che: "Di per sé, pregiudizio significa solo un giudizio che viene pronunciato prima di un esame completo e definitivo di tutti gli elementi obiettivamente rilevanti". Secondo questo punto di vista, il pregiudizio non va eliminato, ma abitato con una certa phrónesis ("saggezza", o meglio ancora "prudenza", termine che richiama il latino pro-videre ovvero la capacità di "guardarsi [se videre] intorno [pro]"), concetto che Gadamer recupera esplicitamente da Aristotele: "L'interprete", prosegue Gadamer, "non può proporsi di prescindere da sé stesso e dalla concreta situazione ermeneutica nella quale si trova". La situazione ermeneutica dell'interprete, però, è ben lungi da dipendere esclusivamente dalla sua sola interpretazione. C'è, anzi, fondamentalmente bisogno dell'altro e del suo personale contributo alla comprensione comune di detta situazione.
È così che si viene a configurare il "circolo ermeneutico". Ogni interpretazione è infatti influenzata dal compromesso tra i nostri e gli altrui pregiudizi storici. Le nostre conoscenze, che caratterizzano la comprensione del presente, sono cioè determinate da una continua stratificazione di nozioni e significati, che si formano, come nel costante dialogo tra l'opera e i suoi interpreti, così nel dialogo quotidiano. Tale circostanza trova un'illustrazione nell'importante, e talvolta frainteso, concetto di "fusione degli orizzonti" (Horizontverschmelzung), il processo che porta il fruitore del testo all'interno del circolo ermeneutico, in cui si fondono due orizzonti: quello dell'interprete, formatosi entro la tradizione e la precomprensione del presente, e quello del testo o dell'interlocutore, che porta con sé l'insieme di tutte le interpretazioni e tradizioni che ha vissuto.

### Rivalutazione di Platone
Gli studi sull'ermeneutica condussero Gadamer a prendere le distanze dalle interpretazioni negative di Platone formulate sia dal suo maestro Heidegger, sia dal filosofo della scienza Karl Popper, col quale ebbe degli scambi epistolari in età avanzata.
Platone è per Gadamer un filosofo profondamente socratico, aperto al dialogo, ai problemi etico-politici, alla tensione verso l'infinito, lontano dalla raffigurazione heideggeriana di un pensatore sistematico che avrebbe dato avvio all'«oblio» dell'essere della metafisica occidentale.
Analogamente Gadamer contesta la lettura popperiana di un Platone totalitario, irregimentato in un essenzialismo dogmatico, che di fatto risulta affine a quella heideggeriana, laddove invece a sua avviso andrebbe evidenziato il carattere puramente utopico e ideale dello Stato platonico, da reinterpretare alla luce delle dottrine cosiddette «non scritte» del filosofo ateniese.

## Opere
Traduzioni italiane
- La dialettica di Hegel, tr. it. di R. Dottori, Marietti, Genova 1966;
- Il problema della coscienza storica, a cura di V. Verra, Guida, Napoli 1969/1974;
- Ermeneutica e metodica universale, tr. it. di Umberto Margiotta, Marietti, Genova 1973;
- Ermeneutica e critica dell'ideologia, tr. it. di G. Tron, a cura di G. Ripanti, Queriniana, Brescia 1979;
- Maestri e compagni nel cammino del pensiero. Uno sguardo retrospettivo, tr. it. di G. Moretto,  Queriniana, Brescia 1980;
- Verità e metodo, tr. it. di G. Vattimo, Bompiani, Milano 1983;
- Studi platonici, 2 voll., tr. it. di G. Moretto, Marietti, Casale Monferrato, Genova 1983-1984;
- L'attualità del bello, tr. it. di R. Dottori e L. Bottani, Marietti, Genova 1986;
- Elogio della teoria. Discorsi e saggi, tr. it. di F. Volpi, Guerini e Associati, Milano 1989;
- Dove si nasconde la salute, tr. it. di M. Donati e M.E. Ponzo, intr. Di A. Grieco e V. Lingiardi, Cortina, Milano 1994;
- Il movimento fenomenologico, tr. it. di C. Sinigaglia, Laterza, Roma-Bari 1994;
- Verità e metodo 2, tr. it di R. Dottori, Bompiani, Milano 1996;
- La ragione nell'età della scienza, tr. it. di A. Fabris, introduzione di G. Vattimo, il Melangolo, Genova 1999;
- La responsabilità del pensare. Saggi ermeneutici, tr. it. di R. Dottori, presentazione di G. Reale, Vita e pensiero, Milano 2002;
- L'ultimo Dio. Un dialogo filosofico con Riccardo Dottori, Maltemi editore, Roma, 2002;
- Linguaggio, tr. it. di D. Di Cesare, Laterza, Roma-Bari 2005.

## Altri riconoscimenti
Nel 1995 l'Accademia dei Lincei gli ha conferito il Premio Internazionale Feltrinelli per le Scienze filosofiche.